# Village des renards de Zaō
Le village des renards de Zaō, Zaō Kitsune-mura en japonais, est une attraction touristique à Shiroishi dans la préfecture de Miyagi au Japon. Pour 1 000 yens, on peut visiter le parc où se trouvent plus de cent renards en liberté, de six espèces différentes. Il n'est pas recommandé de caresser les renards étant donné que ce sont de animaux sauvages qui risquent de mordre, mais il est possible de les nourrir au coût de 100 yens dans une zone désignée,. Il y a sur place une boutique de cadeaux.

## Description
Le parc est situé à une altitude d'environ 590 mètres dans la zone appelée Minami Zaō au pied de la montagne, du côté de la préfecture de Miyagi, des monts Ou et de la chaîne de montagnes Zaō. Environ 250 renards de six espèces différentes y sont reproduits par insémination artificielle dont plus d’une centaine qui vivent dans une forêt qui est une zone largement protégée.
Parce que les renards ont l'habitude de creuser des trous et de s'allonger sur le sol, ils sont souvent boueux, surtout après les pluies. Étant donné que ce sont des animaux nocturnes, leur activité est faible pendant les heures d'ouverture, mais de nombreux individus répondent aux visiteurs même pendant la journée. Outre la zone dite pâturage, il existe également un endroit où les visiteurs peuvent toucher à un renardeau élevé en intérieur. C'est autour de la Golden Week, que l'expérience est possible, soit de fin avril à mai. Le renard, qui a une allure élancée pendant la saison chaude avec son pelage d'été, a plutôt l'air rond dans son pelage hivernal, dit mofu-mofu, attirant les touristes dans la saison froide, même si le site devient difficile d'accès en raison de la quantité de neige. De plus, malgré l’accès pénible, le site est ouvert toute l'année sans fermeture.
Le parc est également un établissement d'enseignement et accepte des stages d'étudiants et des formations pratiques. 

## Les animaux

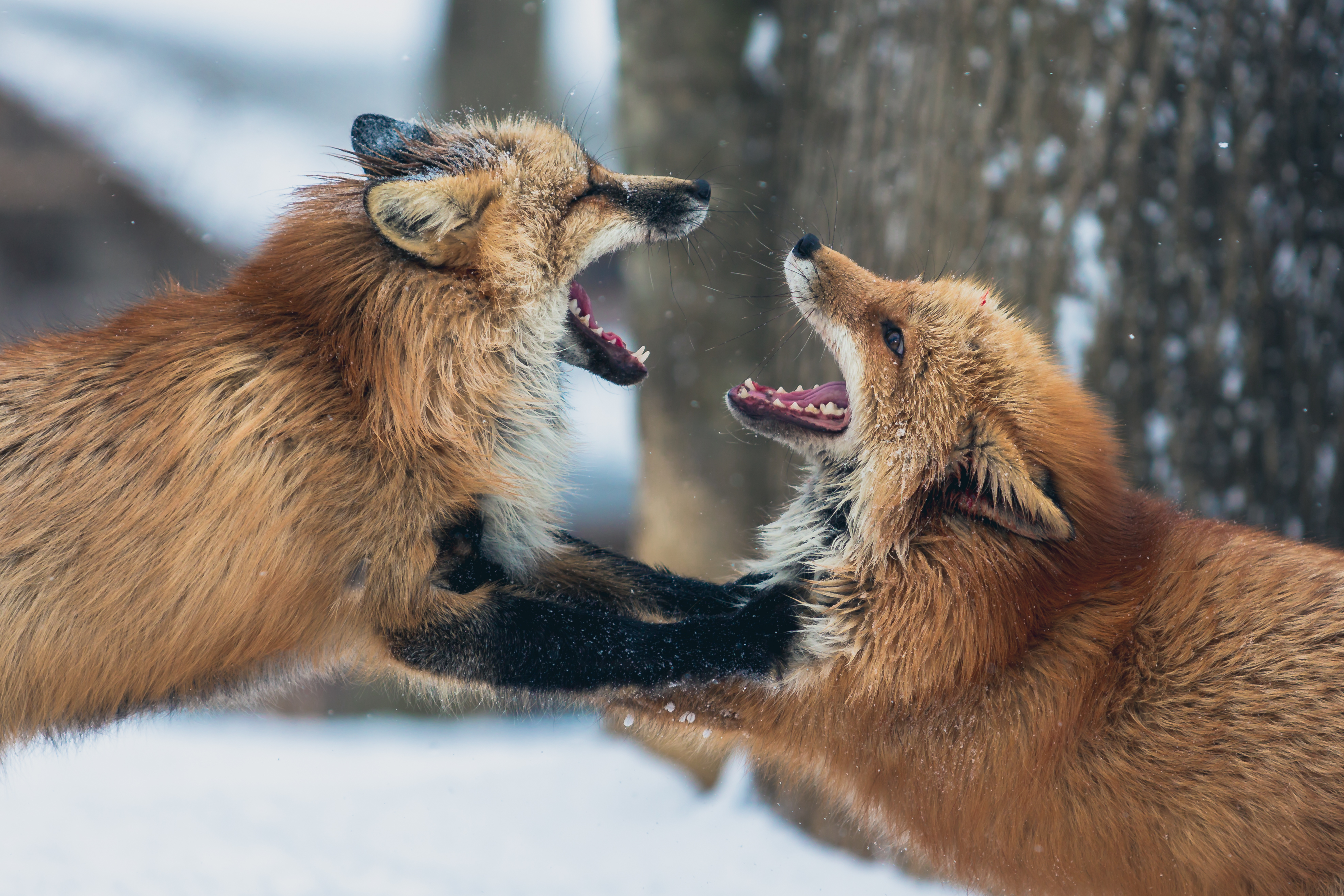
Deux renards du village des renards de Zaō.

Le parc détient en captivité principalement des Renard roux (Vulpes vulpes) des sous-espèces Hondokitsune (ホンドキツネ)(Vulpes vulpes japonica) et Kitakitsune (キタキツネ) (Vulpes vulpes schrencki), mais également des variétés de Renard croisé (十字キツネ) ainsi que des Renards platine (プラチナキツネ), mais également des Renard polaire (Vulpes lagopus, Alopex lagopus).
Les renards sauvages sont susceptibles d'être infectés par l'échinocoque (Echinococcus multilocularis), un parasite qui peut affecter les humains, mais les renards du parc sont reproduits artificiellement et sont régulièrement traités avec des antiparasites pour éviter les infections.
En plus des renards présentes dans le parc, il y a une zone où il est possible d'avoir un contact avec des lapins, des chèvres et des poneys.